# UEFA
Union of European Football Associations (UEFA) je najviše izvršno tijelo u Europi zaduženo za nogomet. Sjedište UEFA-e se nalazi u Nyonu.

## Predsjednici UEFA-e
- Ebbe Schwartz (1954. – 1962.)
- Gustav Wiederkehr (1962. – 1972.)
- Artemio Franchi (1972. – 1983.)
- Jacques Georges (1983. – 1990.)
- Lennart Johansson (1990. – 2007.)
- Michel Platini (2007. – 2016.)
- Aleksander Čeferin (2016. – danas)

## Natjecanja
- Europsko nogometno prvenstvo
- UEFA Liga prvaka
- UEFA Liga nacija
- UEFA Europska liga (prije Kup UEFA)
- UEFA Konferencijska liga
- Europski Superkup
- Intertoto kup

## Reprezentacije UEFA-e
Podebljani su oni koji su imali nastupe na svjetskom prvenstvu, a podebljano-kosi su oni koji imaju titulu svjetskog prvaka.
 Albanija
 Andora
 Armenija
 Austrija
 Azerbajdžan
 Bjelorusija
 Belgija
 BiH
 Bugarska
 Cipar
 Crna Gora
 Češka
 Danska
 Engleska

 Estonija
 Farski otoci
 Finska
 Francuska
 Gibraltar
 Grčka
 Gruzija
 Hrvatska
 Irska
 Island
 Italija
 Izrael
 Kazahstan
 Kosovo

 Latvija
 Lihtenštajn
 Litva
 Luksemburg
 Mađarska
 Malta
 Makedonija
 Moldova
 Nizozemska
 Norveška
 Njemačka
 Poljska
 Portugal
 Rumunjska

 Rusija
 San Marino
 Sjeverna Irska
 Slovačka
 Slovenija
 Srbija
 Škotska
 Španjolska
 Švedska
 Švicarska
 Turska
 Ukrajina
 Wales
Bivše članice UEFA-e, prema datumu izlaska iz UEFA-e:
 Saarland (1954. – 1956.)
 Istočna Njemačka (1954. – 1990.)
 SSSR (1954. – 1991.)
 Jugoslavija (1954. – 1992.)
 Čehoslovačka (1954. – 1993.)
 Srbija i Crna Gora (1992. – 2006.)